# واکنش پری‌سیکلیک

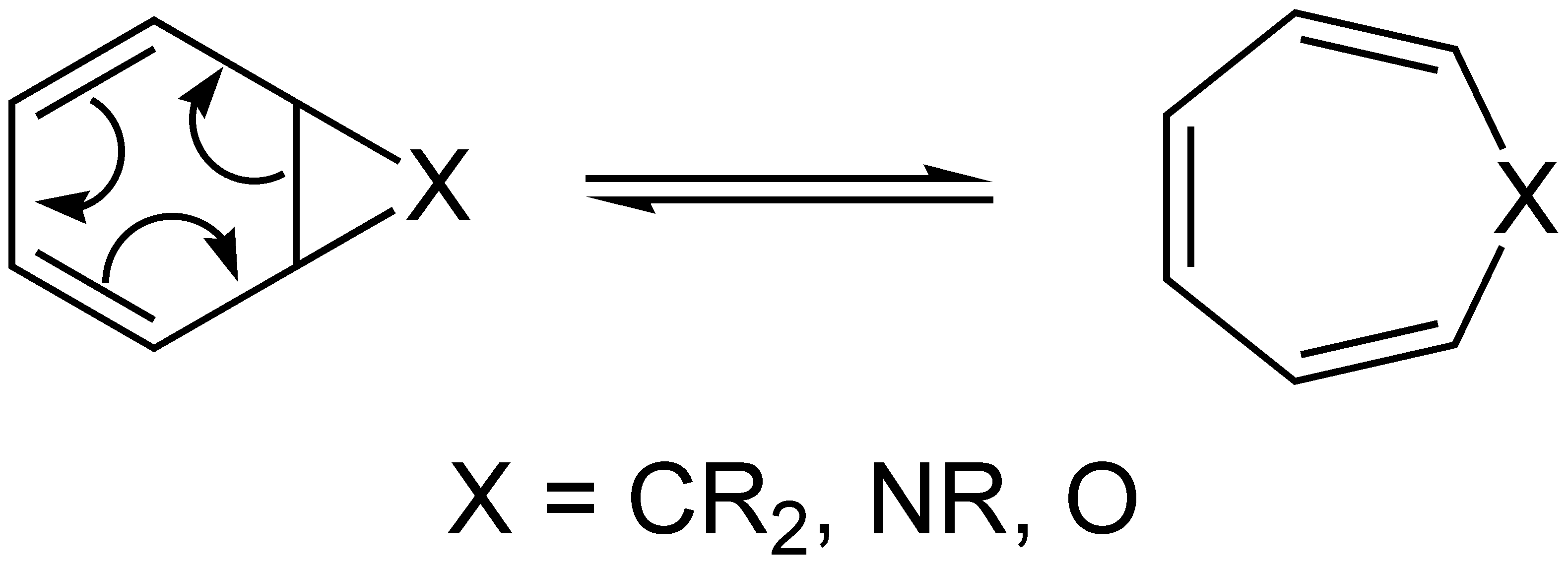
نمونه‌ای از یک واکنش پری‌سیکلی

در شیمی آلی یک واکنش پری‌سیکلی (به انگلیسی: Pericyclic reaction) عبارت است از نوعی واکنش آلی که در آن حالت گذار یک مولکول یک هندسهٔ حلقوی دارد و تغییرات صورت پذیرفته در حین انجام واکنش، به‌صورت یک همزمان انجام می‌شود. واکنش‌های پری‌سیکلی معمولاً از نوع واکنش‌های بازآرایی هستند. انواع مهم واکنش‌های پری‌سیکلی در جدول زیر آمده است:
| نام               | دگرگونی‌های پیوند | دگرگونی‌های پیوند |
| نام               | سیگما (σ)        | پای (π)          |
| ----------------- | ---------------- | ---------------- |
| واکنش الکتروسیکلی | ۱+               | ۱-               |
| حلقه‌زایی          | ۲+               | ۲-               |
| واکنش سیگماتروپی  | ۰                | ۰                |
| واکنش انتقال گروه | ۰                | ۰                |
| واکنش اِن          | ۱+               | ۱-               |
| واکنش کلتروپی     | ۲+               | ۱-               |
| واکنش دیوتروپی    | ۰                | ۰                |

در حالت کلی موارد بالا به‌عنوان تعادل شیمیایی در نظر گرفته می‌شوند با این‌حال امکان جابه‌جایی تعادل به یک سمت و قرار دادن محصول در یک سطح انرژی بسیار پایین‌تر وجود دارد.